# German 500 2003
German 500 2003 var den femte deltävlingen i CART World Series 2003. Racet kördes den 11 maj på EuroSpeedway Lausitz i Tyskland. Sébastien Bourdais vann sin andra raka seger, vilket gjorde att han avancerade till fjärde plats i mästerskapet. Mästerskapsledaren Paul Tracy hade sin andra raka misslyckade tävling, och slutade tolva. Hans ledning blev utraderad av Bruno Junqueira, som genom en fjärdeplats gick upp på samma poäng.

## Slutresultat
| Plats | Förare              | Team                      | Grid | Kvaltid |
| ----- | ------------------- | ------------------------- | ---- | ------- |
| 1     | Sébastien Bourdais  | Newman/Haas Racing        | 1    | 37,000  |
| 2     | Mario Domínguez     | Herdez Competition        | 6    | 37,690  |
| 3     | Michel Jourdain Jr. | Team Rahal                | 3    | 37,274  |
| 4     | Bruno Junqueira     | Newman/Haas Racing        | 2    | 37,211  |
| 5     | Oriol Servià        | Patrick Racing            | 7    | 37,702  |
| 6     | Darren Manning      | Walker Racing             | 5    | 37,532  |
| 7     | Patrick Carpentier  | Forsythe Racing           | 17   | 38,286  |
| 8     | Jimmy Vasser        | Spirit Team Johansson     | 11   | 37,911  |
| 9     | Rodolfo Lavín       | Walker Racing             | 8    | 37,717  |
| 10    | Roberto Moreno      | Herdez Competition        | 12   | 38,057  |
| 11    | Ryan Hunter-Reay    | Spirit Team Johansson     | 15   | 38,220  |
| 12    | Paul Tracy          | Forsythe Racing           | 16   | 38,244  |
| 13    | Tiago Monteiro      | Fittipaldi-Dingman Racing | 14   | 38,196  |
| 14    | Mario Haberfeld     | Conquest Racing           | 4    | 37,392  |
| 15    | Adrián Fernández    | Fernández Racing          | 19   | 38,666  |
| 16    | Joël Camathias      | Dale Coyne Racing         | 18   | 38,558  |
| 17    | Alex Yoong          | Dale Coyne Racing         | 13   | 38,152  |
| 18    | Alex Tagliani       | Rocketsports Racing       | 9    | 37,732  |
| 19    | Patrick Lemarié     | PK Racing                 | 10   | 37,806  |